# 혜자
혜자 (惠慈, ?~622년 음력 2월 5일)는 고구려의 승려이다.

## 일생
595년(영양왕 6년) 일본에 건너가 섭정이었던 쇼토쿠 태자의 스승이 되고, 이듬해 대신(大臣) 소가노 우마코(蘇我馬子)가 세운 호코지(法興寺)가 낙성되자 백제의 승려 혜총과 더불어 그 사찰에 있으면서 포교에 힘쓰다가, 615년 쇼토쿠 태자가 지은 소(疏)를 가지고 귀국하여 이를 퍼뜨렸다. 621년(영류왕 4년), 쇼토쿠 태자의 부음이 전해지자 재(齋)를 올려 명복을 빌며 이듬해 음력 2월 5일에 자기도 죽으리라 예언했다. 그리고 바로 그 날 자신도 죽었다. 수의술(獸醫術)에도 능통하여 그 방면으로 일본에 많은 영향을 주었다.